# 紅磡至中環航線

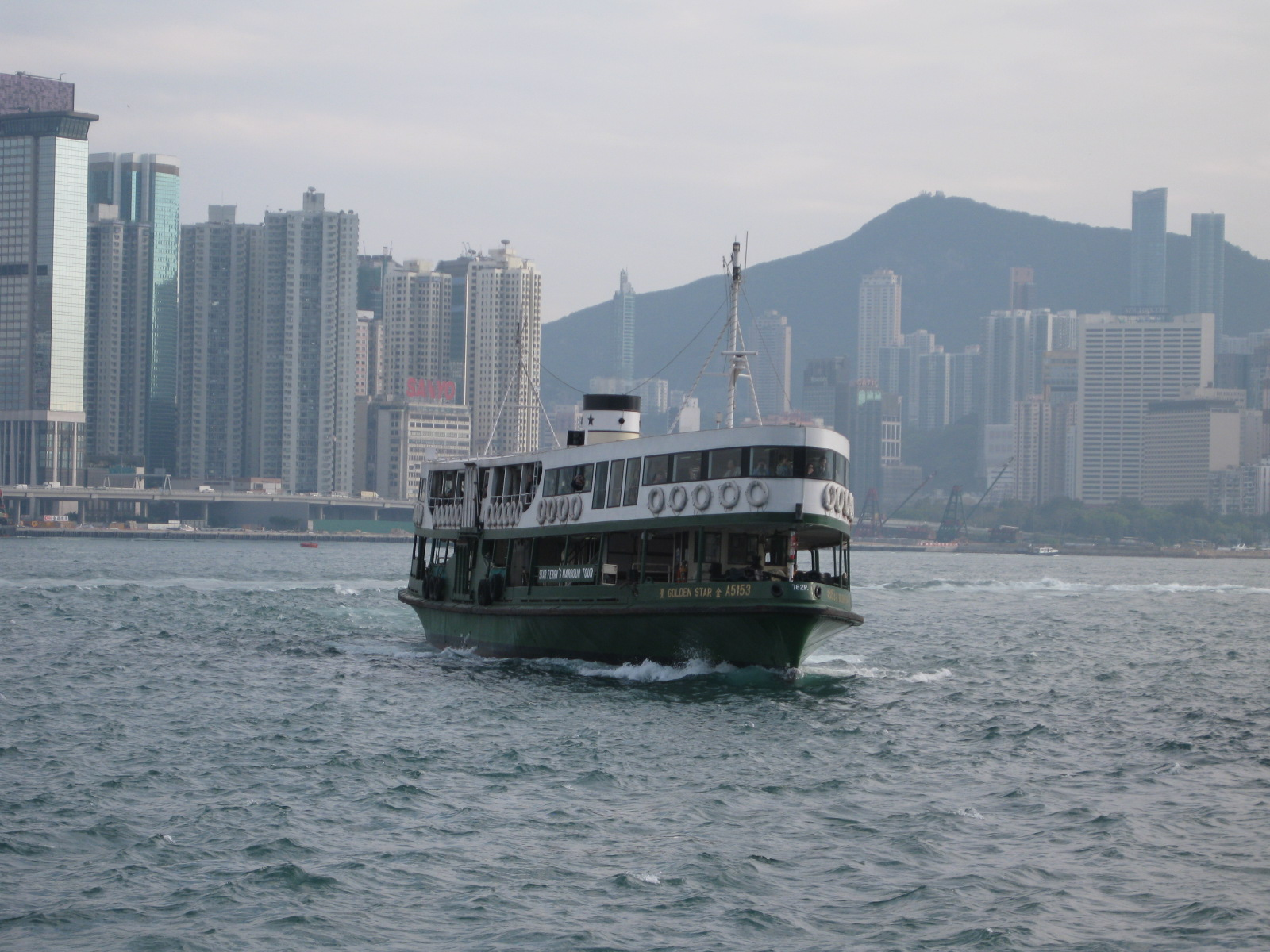
最后一天服务的紅磡至中環航線的天星小輪船隻

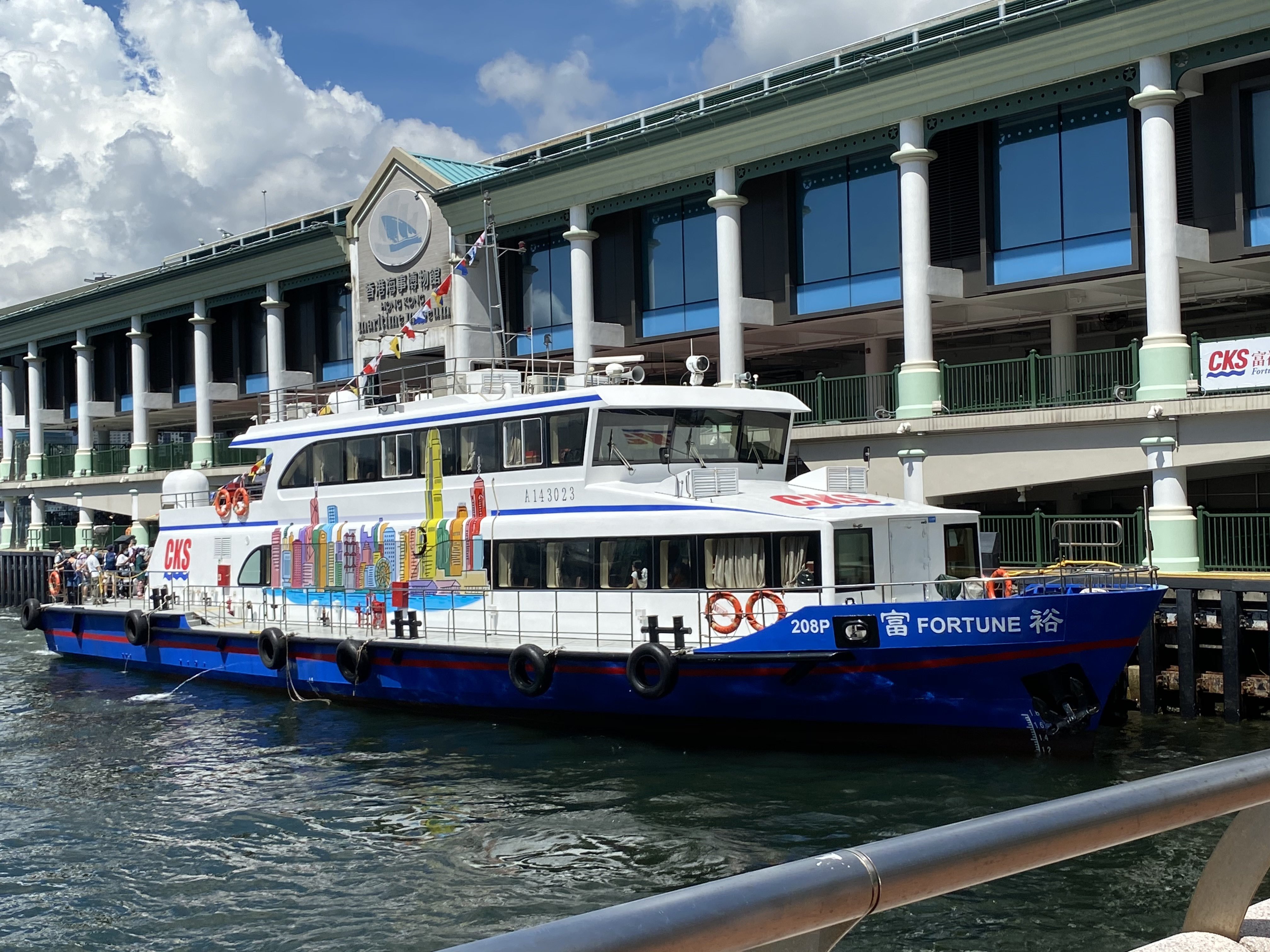
富裕小輪第一天復辦紅磡至中環航線的船隻

紅磡至中環航線是香港一條渡輪航線，來往紅磡碼頭至中環碼頭。原由天星小輪營辦，但由於乘客量不足，在2011年4月1日起停辦此線，並於2020年6月28日由富裕小輪復辦。

## 營辦權
此航線於1965年5月首航（同時期油麻地小輪亦營辦另一條來往中環統一碼頭及第一代紅磡碼頭的航線），但在1967年6月6日因六七暴動而停航，直到1975年11月30日配合紅磡火車站啟用而恢復服務。1999年4月1日起，航線由天星小輪接辦。
本航線連同紅磡至灣仔航線共用三艘船行走，但乘客量不足，本線每日只有約2,900多人次搭客，截至2010年累積虧損超過千萬港元，因而宣布於經營牌照在2011年3月31日屆滿後不再營辦。香港政府重新刊憲招標，但兩次招標仍沒有營辦商入標。運輸署決定放棄再為這條航線招標，航線已於2011年4月1日起停辦。
2018年8月27日，運輸署發出公告，計劃2019年新增兩條橫跨維港的渡輪路線，包括在2011年停辦的「中環至紅磡」，邀請營運商遞交服務意向書。 2018年9月28日，運輸署就來往中環至紅磡航線，收到兩份意向書。珊瑚海船務有限公司負責人鄭小姐指中環至紅磡航線，她建議每程收取9港元，暫定一日有65航班，大約十多分鐘一班。署方計劃於2019年就有關的渡輪服務進行招標。 公開招標中，珊瑚海船務及富裕小輪均有參與競投，最後由富裕小輪投得此航線五年經營權，為市民提供來往紅磡（南）渡輪碼頭及中環八號碼頭（西面泊位）的服務。並於2020年6月28日復辦此航線。

## 航行時間表
| 由中環開出       | 由中環開出 |
| 服務時間         | 服務時間   |
| 星期一至六       | 星期一至六 |
| ---------------- | ---------- |
| 07:30            | 07:50      |
| 08:10            | 08:30      |
| 09:00            | 09:50      |
| 10:30            | 11:10      |
| 11:50            | 12:30      |
| 13:10            | 14:00      |
| 14:40            | 15:20      |
| 16:00            | 16:40      |
| 17:30            | 17:50      |
| 18:10            | 18:30      |
| 18:50            | 19:20      |
| 星期日及公眾假期 |            |
| 07:50            | 08:30      |
| 09:10            | 09:50      |
| 10:30            | 11:10      |
| 11:50            | 12:30      |
| 13:10            | 14:00      |
| 14:40            | 15:20      |
| 16:00            | 16:40      |
| 17:20            | 18:00      |

| 由紅磡開出       | 由紅磡開出 |
| 服務時間         | 服務時間   |
| 星期一至六       | 星期一至六 |
| ---------------- | ---------- |
| 07:30            | 07:50      |
| 08:10            | 08:30      |
| 09:00            | 09:30      |
| 10:10            | 10:50      |
| 11:30            | 12:10      |
| 12:50            | 13:30      |
| 14:20            | 15:00      |
| 15:40            | 16:20      |
| 17:00            | 17:30      |
| 17:50            | 18:10      |
| 18:30            | 19:00      |
| 星期日及公眾假期 |            |
| 07:30            | 08:10      |
| 08:50            | 09:30      |
| 10:10            | 10:50      |
| 11:30            | 12:10      |
| 12:50            | 13:30      |
| 14:20            | 15:00      |
| 15:40            | 16:20      |
| 17:00            | 17:40      |
| 18:20            |            |

## 收費
- 成人：$9
- 長者，小童及傷殘人士：$4.5
- 月票：$320
- 單車（每輛）：$14
- 貨物（每0.1立方米）：$20